# Плавання на Чемпіонаті Європи з водних видів спорту 2018 — естафета 4x100 метрів комплексом (чоловіки)
Змагання з плавання в естафеті 4x100 метрів комплексом серед чоловіків на Чемпіонаті Європи з водних видів спорту 2018 відбулися 9 серпня.

## Рекорди
|                   | Країна    | Час     | Місто    | Дата           |
| ----------------- | --------- | ------- | -------- | -------------- |
| Світовий рекорд   | США       | 3:27.28 | Рим      | 2 серпня 2009  |
| Рекорд Європи     | Німеччина | 3:28.58 | Рим      | 2 серпня 2009  |
| Рекорд чемпіонату | Франція   | 3:31.32 | Будапешт | 15 серпня 2010 |

Під час цих змагань встановлено такі рекорди:
| Дата     | Дисципліна | Країна          | Час     | Рекорд |
| -------- | ---------- | --------------- | ------- | ------ |
| 9 серпня | Фінал      | Велика Британія | 3:30.44 | CR     |

## Результати

### Попередні запливи
| Місце | Заплив | Доріжка | Країна          | Плавці | Час     | Примітки |
| ----- | ------ | ------- | --------------- | --- | ------- | -------- |
| 1     | 3      | 6       | Росія           | Євген Рилов (52.66) Кирилл Пригода (59.39) Олександр Садовніков (52.41) Владислав Гріньов (48.62)               | 3:33.08 | Q        |
| 2     | 1      | 5       | Угорщина        | Габор Балог (54.69) Давід Горват (1:00.92) Ласло Чех (51.67) Домінік Кожма (48.22)                              | 3:35.50 | Q        |
| 3     | 2      | 7       | Велика Британія | Броді Вілльямс (55.08) Джеймс Вілбі (59.13) Якоб Петерс (52.35) Данкан Скотт (48.96)                            | 3:35.52 | Q        |
| 4     | 2      | 4       | Німеччина       | Джен-Філіп Гланія (54.53) Фабіан Швінгеншогль (59.47) Філіп Хайнц (52.44) Маріус Кусч (49.20)                   | 3:35.64 | Q        |
| 5     | 2      | 2       | Нідерланди      | Нілс Корстаньє (55.62) Арно Каммінга (59.58) Джоері Верлінден (52.01) Стен Пієненбург (48.67)                   | 3:35.88 | Q        |
| 6     | 2      | 8       | Білорусь        | Микита Цмих (55.62) Ілля Шиманович (59.00) Євген Цуркін (51.45) Віктор Красочка (49.99)                         | 3:36.06 | Q        |
| 7     | 3      | 8       | Литва           | Данас Рапшіс (54.80) Андріус Сідлаускас (1:00.13) Деівідас Маргевічіус (52.90) Сімонас Біліс (48.36)            | 3:36.19 | Q        |
| 8     | 1      | 3       | Швеція          | Густаф Гокфельт (55.06) Ерік Перссон (1:00.18) Сімон Сйодін (53.28) Крістоффер Карлсен (48.25)                  | 3:36.77 | Q        |
| 9     | 2      | 0       | Італія          | Томас Чеккон (55.17) Алессандо Пінцуті (1:00.15) Маттео Ріволта (52.91) Лука Дотто (49.01)                      | 3:37.24 |          |
| 10    | 2      | 3       | Греція          | Апостолос Хрістов (54.41) Іоанніс Карпузліс (1:01.79) Андреас Вазаіос (52.94) Одіссефс Меланідіс (48.96)        | 3:38.10 |          |
| 11    | 2      | 6       | Швейцарія       | Тьєрі Боллін (55.71) Яннік Касер (1:00.88) Ное Понті (53.18) Нілс Ліесс (49.44)                                 | 3:39.21 |          |
| 12    | 3      | 2       | Польща          | Радослав Кавецкі (55.08) Міхал Столарский (1:01.87) Міхал Чуді (53.22) Каспер Майсрзак (49.16)                  | 3:39.33 |          |
| 13    | 2      | 1       | Туреччина       | Метін Айдин (55.96) Беркай Огретір (1:00.80) Каан Тукер Аяр (53.56) Ялім Ачіміш (49.41)                         | 3:39.73 |          |
| 14    | 3      | 5       | Австрія         | Бернгардт Рейтшаммер (54.90) Крістофер Ротбауер (1:01.39) Ксав'єр Гшвентнер (54.86) Александер Трампітч (49.04) | 3:40.19 |          |
| 15    | 3      | 4       | Ізраїль         | Яків Тумаркін (55.24) Ітай Голдфаден (1:03.21) Маркус Шлейзінгер (53.67) Зів Калонтаров (48.57)                 | 3:40.69 |          |
| 16    | 2      | 5       | Естонія         | Ральф Трібунцов (55.33) Мартін Аллікве (1:01.56) Крегор Цірк (53.21) Даніель Зайцев (50.62)                     | 3:40.72 |          |
| 17    | 3      | 7       | Хорватія        | Антон Лончар (55.99) Никола Обровак (1:02.15) Никила Мілєнич (53.73) Бруно Блашкович (48.99)                    | 3:40.86 |          |
| 18    | 3      | 3       | Словаччина      | Адам Чернек (57.73) Томаш Клобучник (1:02.38) Адам Галаш (55.12) Йожеф Бено (54.34)                             | 3:49.57 |          |
| 19    | 3      | 0       | Фінляндія       | Ніко Макела (58.49) Вілльям Віганто (1:04.93) Сергій Кузнєціов (55.49) Anton Herrala (51.18)                    | 3:50.09 |          |
| 20    | 3      | 1       | Ірландія        | Конор Фергюсон (55.08) Дарраг Грін Брендан Гіланд Шейн Раян                                                     | DSQ     | DSQ      |

### Фінал[1]
| Місце | Доріжка | Країна          | Плавці                                                                                             | Час     | Примітки |
| ----- | ------- | --------------- | -------------------------------------------------------------------------------------------------- | ------- | -------- |
| 1     | 3       | Велика Британія | Ніколас Піль (54.58) Адам Піті (57.60) Джеймс Гай (50.91) Данкан Скотт (47.35)                     | 3:30.44 | CR       |
| 2     | 4       | Росія           | Климент Колесников (52.77) Антон Чупков (1:00.40) Єгор Куімов (51.42) Володимир Морозов (47.44)    | 3:32.03 |          |
| 3     | 1       | Німеччина       | Крістіан Діенер (54.19) Фабіан Швінгеншогль (1:00.00) Маріус Кусч (51.58) Даміан Вейрлінг (47.75)  | 3:33.52 |          |
| 4     | 6       | Литва           | Данас Рапшіс (54.80) Андріус Сідлаускас (58.80) Деівідас Маргевічіус (52.29) Сімонас Біліс (47.81) | 3:33.70 |          |
| 5     | 5       | Угорщина        | Річард Богус (54.57) Давід Горват (1:01.20) Крістоф Мілак (51.30) Нандор Немет (47.17)             | 3:34.24 |          |
| 6     | 7       | Білорусь        | Микита Цмих (54.88) Ілля Шиманович (59.14) Євген Цуркін (51.12) Віктор Красочка (49.65)            | 3:34.79 |          |
| 7     | 2       | Нідерланди      | Нілс Корстаньє (55.48) Арно Каммінга (59.68) Джоері Верлінден (51.80) Стен Пієненбург (48.28)      | 3:35.24 |          |
| 8     | 8       | Швеція          | Густаф Гокфельт (54.87) Ерік Перссон (1:00.23) Сімон Сйодін (52.58) Крістоффер Карлсен (48.32)     | 3:36.00 |          |